# ロック 〜わんこの島〜
『ロック 〜わんこの島〜』（ロック〜わんこのしま〜）は、2011年公開の日本映画。
文部科学省選定作品。フジテレビの情報番組『めざましテレビ』の人気コーナー『きょうのわんこ』で放送された、2000年の三宅島噴火で飼い主と離れ離れになった犬の感動の実話を映画化。キャッチコピーは、離れていても、つながってるんだ。

## あらすじ
小学2年生の芯は、三宅島で民宿を営む野山家の、一人っ子で長男だった。芯が面倒を見る約束でロックという犬も飼い、賑やかに暮らす野山家。噴火の島と呼ばれる三宅島だが、平成12年の噴火は収まる気配が見えなかった。
島から避難する島民が増え、子供だけの疎開も決まった。家族と離れ、東京に送られる芯。直後に全島避難命令が出て、野山家も船に乗った。災害動物救護センターに行く為に、ケージに入れられるロック。だが、ロックは船に乗る直前にケージから逃げてしまった。疎開先の学校の寮から救護センターに通い、ロックの情報を求め続ける芯。
東京の郊外に仮住居を得る野山家。疎開していた芯との同居も叶った。その頃になって、ボロボロの状態で保護され、一命を取り留めるロック。だが、慣れないセンターの生活で、ロックは元気を失っていった。野山家に犬を飼う余裕はない。医師の勧めでロックを里親に譲る決心をする芯。
4年後、ようやく帰島が決まる野山家。ロックを返して欲しい一家だが、ロックはすでに里親の家に馴染んでいた。果たしてロックは芯のことを覚えているのか。屋外で面会し、遠くからロックを呼ぶ芯。気づいて駆け寄るロック。こうして芯は、ロックや家族と共に、島での生活を再開した。

## キャスト
- 野山松男：佐藤隆太
- 野山貴子：麻生久美子
- 野山芯：土師野隆之介
- 鶴屋肇：岡田義徳
- 福田喜一：柏原収史
- 真希佐代子：原田美枝子
- 野山房子：倍賞美津子
- 蓮佛美沙子、佐藤仁美、MEGUMI、おかやまはじめ、佐藤二朗、松金よね子、中丸新将、光石研
- 向坂樹興、川端健嗣、三宅正治、渡辺和洋、田中大貴、戸部洋子、田淵裕章、遠藤玲子、宮瀬茉祐子、山﨑夕貴
- 佐原弘起、中林大樹、目黒真希、美山加恋、井上高志、堺翔太、新垣樽助、田中敦子　ほか

## スタッフ
- 監督：中江功
- 脚本：水橋文美江、鈴木智
- 音楽：吉俣良
- 主題歌：小田和正「hello hello」
- 撮影：津田豊滋
- 美術：部谷京子
- 録音：武進
- 照明：川井稔
- 編集：松尾浩
- ドッグトレーナー：佐藤護
- VFXスーパーバイザー：冨士川祐輔
- VFX・CG：IMAGICA、イマージュ、ジーニーズ、デジデリック、フジテレビ
- 撮影協力：東京ロケーションボックス、東京都、三宅支庁、東海汽船、日野映像支援隊、流山フィルムコミッション、高萩フィルムコミッション　ほか
- 製作者：亀山千広
- 製作総指揮：高橋正秀、甘木モリオ、角谷公英
- 企画：石原隆、市川南
- 原案協力：めざましテレビ「きょうのわんこ」
- 製作委員会メンバー：フジテレビ、東宝、FNS27社

## エピソード
- 8月12日、品川プリンスシネマを借り切り、当時の天皇・皇后が鑑賞した[3]。

## 関連商品
- ロック 〜わんこの島〜（小学館ジュニアシネマ文庫） 同名映画の小説版
- ロック 〜わんこの島〜（著：なぎり京・小学館ちゃおコミックス） 同名映画のコミカライズ版